# Prasátko Peppa
Prasátko Peppa (v anglickém originále Peppa Pig) je britský dětský animovaný televizní seriál, vysílaný od roku 2004.
Vypráví o malém prasátku Peppě a její rodině a přátelích. Každý její kamarád představuje jiný druh savce a všichni jsou stejně staří jako ona. Peppa má také mladšího bratra Toma. Příběhy jednotlivých dílů představují každodenní aktivity jako chození do školky, návštěvu prarodičů, jízdu na kole nebo nakupování a navštěvovaní kamarádů.
Postavy nosí oblečení, žijí v domech, řídí auta, ale stále si zachovávají některé charakteristické vlastnosti zvířat, jež představují. Peppa a její rodina během rozhovoru chrochtá, ostatní zvířata dělají odpovídající zvuky, když mluví.

## Postavy

### Prasátko Peppa
Peppa je roztomilé a velmi hezké prasátko a hlavní postava stejnojmenné série. V současné době jsou jí čtyři roky. Její nejlepší kamarádka je ovečka Zuzka. Peppa je růžová jako všichni členové rodiny, nosí červené šaty a černé boty.Má ráda čokoládové dorty a narozeninové oslavy. Má mladšího bratra Toma, Maminku a Tatínka. Je velmi drzá, někdy zlomyslná a nerada dává někomu zapravdu.
V českém dabingu ji namluvily Jana Altmannová, Alžběta Volhejnová a Klára Šumanová.

### Prasátko Tom
Tom je mladší bratr Peppy. Jsou mu dva roky. Už od narození vlastní dinosaura, kterému říká Pan Dinosaurus. Nosí modrou košili a černé botky. Jeho nejlepší kamarádi jsou zajíc Ríša a slon Eda.

### Tatínek Prasátko
Pan Prasátko je tatínek Peppy a Toma a manžel Maminky. Nosí brýle, a když je ztratí, je velmi mrzutý a nevrlý. Hodně jí, a proto má veliké bříško. Má rád výlety a pikniky a pracuje jako zaměstnanec v matematické kanceláři. Má deset hnědých vousů. Nosí na sobě tmavě tyrkysovou košili a černé boty.
V českém překladu jej namluvili Tomáš Juřička a Miroslav Hanuš.

### Maminka Prasátko
Paní Prasátková je maminka Peppy a Toma a manželka Tatínka. Má dlouhé černé řasy a nosí oranžové šaty a černé boty. Je milá, starostlivá a spravedlivá. Její rodiče jsou Babička a Dědeček Prasátka. Přátelí se se všemi maminkami a ráda s nimi pořádá čajové dýchánky.
V českém dabingu ji namluvily Daniela Bartáková, Tereza Bebarová a Kamila Špráchalová.

### Babička Prasátko
Babička je velmi starostlivá a Dědečkova manželka. Společně vlastní papouška jménem Polly. Babička nosí růžové šaty a černé boty, je babička Peppy a Toma a maminka Paní Prasátkové (Maminky).
V českém dabingu ji namluvily Radka Malá a Simona Stašová.

### Dědeček Prasátko
Dědeček je manžel Babičky. Je hodně hádavý a veselý. S Babičkou vlastní papouška Polly. Dědeček má šedý knírek, fialovou košili a černé boty. Pod kopcem kde mají s Babičkou domeček je Dědečkova zahrádka, kde pěstuje květiny, zeleninu a ovoce. Také se rád dívá na pořady o zahradničení.
V českém dabingu ji namluvily Bohuslav Kalva a Ladislav Županič.